# Rosie O’Donnell

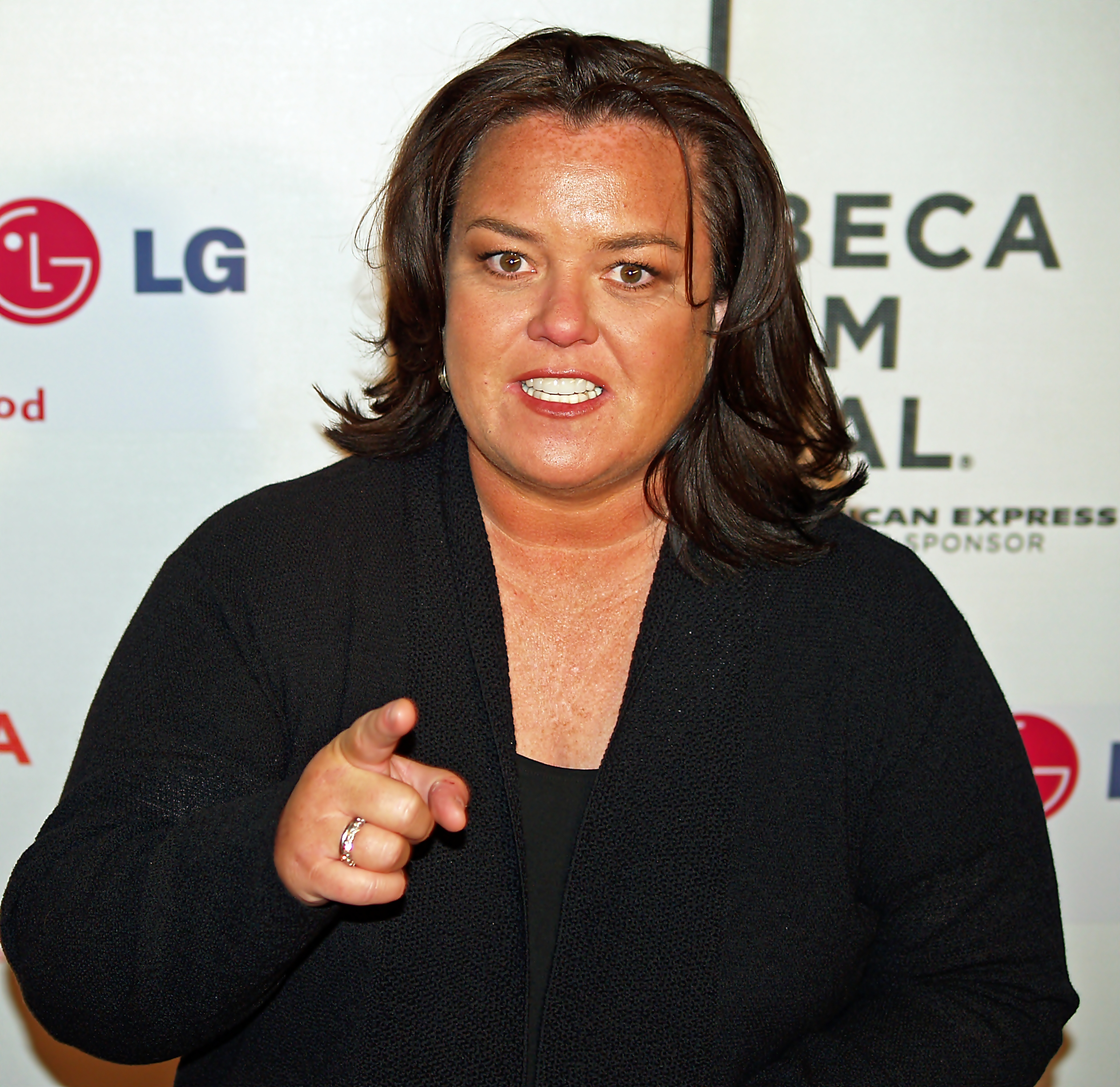
Rosie O’Donnell (2008)

Roseann „Rosie“ O’Donnell (* 21. März 1962 in Commack, Long Island, New York) ist eine US-amerikanische Schauspielerin, Komikerin, Moderatorin und Fernsehproduzentin.

## Leben

### Kindheit und Jugend
Rosie O’Donnell ist eines von fünf Kindern einer irischstämmigen Familie. Ihr Bruder ist der Politiker Daniel J. O’Donnell. Da ihre Mutter starb, als sie gerade zehn Jahre alt war, verbrachte sie ihre Kindheit nach eigenen Angaben überwiegend vor dem Fernseher. Dies sollte ihren beruflichen Werdegang stark beeinflussen. Nach ihrem High-School-Abschluss begann sie ein Studium an der Boston University, das sie jedoch nach einem Jahr abbrach.

### Karriere
1996 erhielt O’Donnell ihre eigene Talkshow, die The Rosie O’Donnell Show, in der sie weltbekannte Stargäste wie beispielsweise George Clooney oder Prince originell begrüßte. In der 348. Show, erstmals am 25. Februar 1998 gesendet, spielte sie zusammen mit Chaka Khan Schlagzeug. Für Aufsehen sorgte O’Donnell, als sie 1999 Tom Selleck wegen seiner Mitgliedschaft im Verband der Schusswaffenbesitzer National Rifle Association (NRA) kritisch zu Waffengebrauch und -besitz in den USA befragte. Die Show lief bis 2002.
Parallel zu ihrer Showkarriere trat sie in Kinofilmen auf und spielte unter anderem eine Nebenrolle in Schlaflos in Seattle neben Tom Hanks und Meg Ryan. Zudem ist sie ein häufiger Gaststar in Fernsehserien. So trat sie in Ally McBeal, Will & Grace und Queer as Folk auf. Weiterhin hatte sie mehrere Nebenrollen in der Serie Die Nanny. Dort verkörperte sie unter anderem die Taxifahrerin Cozette und sich selbst. Von 2006 bis 2008 spielte sie in vier Folgen der Erfolgsserie Nip/Tuck mit.
Neben ihrer Tätigkeit als Schauspielerin und Moderatorin ist sie auch Produzentin von Fernsehshows, wie etwa der Sendung zur Verleihung der Tony Awards. Von 2006 bis 2007 war sie Co-Moderatorin in der ABC-Talkshow The View. Am 10. Oktober 2011 startete ihre Talkshow, The Rosie Show, beim Fernsehsender OWN (Oprah Winfrey Network) die allerdings bereits im März 2012 aufgrund schlechter Quoten nach 52 Folgen eingestellt wurde.

### Privatleben
Rosie O’Donnell war von 2004 bis 2007 mit Kelli Carpenter verheiratet, mit der sie vier Kinder hat. Von 2012 bis 2015 war sie mit Michelle Rounds verheiratet, mit der sie 2013 eine Tochter adoptierte.
O’Donnell ist eng mit der Popsängerin und Schauspielerin Madonna befreundet, mit der sie den Film Eine Klasse für sich gedreht hat.

## Filmografie (Auswahl)
- 1992: Eine Klasse für sich (A League of Their Own)
- 1992: Beverly Hills, 90210 (Fernsehserie, 1 Folge)
- 1993: Die Abservierer (Another Stakeout)
- 1993: Schlaflos in Seattle (Sleepless in Seattle)
- 1994: Flintstones – Die Familie Feuerstein (The Flintstones)
- 1994: Undercover Cops (Exit to Eden)
- 1995: Now and Then – Damals und heute (Now and Then)
- 1996: Harriet die kleine Detektivin (Harriet the Spy)
- 1996: Die Brady Family 2
- 1996: Beautiful Girls
- 1996: Die Nanny (The Nanny, Fernsehserie, 2 Folgen)
- 1998: Wide Awake
- 1999: Ally McBeal (Fernsehserie, eine Folge)
- 1999: Tarzan (Stimme von Terk)
- 2000: Practice – Die Anwälte (Fernsehserie, 1 Folge)
- 2000: Die Flintstones in Viva Rock Vegas (Stimme der Oktopus-Masseuse)
- 2002: Will & Grace (Fernsehserie, eine Folge)
- 2003: Für alle Fälle Amy (Judging Amy, eine Folge)
- 2005: Riding the bus with my sister
- 2005: Queer as Folk (Fernsehserie, 3 Folgen)
- 2006–2008: Nip/Tuck – Schönheit hat ihren Preis (Nip/Tuck, Fernsehserie, 4 Folgen)
- 2008: Little Britain USA (Fernsehserie, eine Folge)
- 2009: Lass es, Larry! (Curb Your Enthusiasm, eine Folge)
- 2009–2010: Drop Dead Diva (Fernsehserie, 4 Folgen)
- 2011–2012: Web Therapy (Webserie, 7 Folgen)
- 2012: Happily Divorced (Fernsehserie, 1 Folge)
- 2014–2016: The Fosters (Fernsehserie, 15 Folgen)
- 2015: Pitch Perfect 2
- 2015: Empire (Fernsehserie, 1 Folge)
- 2016: Mom (Fernsehserie, 2 Folgen)
- 2017: American Dad (Fernsehserie, 1 Folge)
- 2017: When We Rise (Fernsehserie, 3 Folgen)
- 2017: SMILF, (Fernsehserie, Folgen 1x01–1x08)
- 2020: I Know This Much Is True (Fernsehserie, Folge 1x02)
- 2021–2023: The L Word: Generation Q (Fernsehserie, 8 Folgen)
- 2025: And Just Like That … (Fernsehserie, 1 Folge)

## Fernsehsendungen (Auswahl)
- 1996–2002: The Rosie O’Donnell Show (NBC)
- 2006–2007: The View (ABC)
- 2011–2012: The Rosie Show (OWN)

## Diskografie (Auswahl)
- 1999: A Rosie Christmas
- 2000: Another Rosie Christmas